# آر (لان)
آر رودی است به لان (رود) می‌ریزد. این رود از کشور آلمان می‌گذرد.